# Charlotte Bonnet
Charlotte Bonnet (n. 14 februarie 1995, Enghien-les-Bains⁠(d), Île-de-France, Franța) este o înotătoare franceză, medaliată olimpică. A participat la 3 ediții ale Jocurilor Olimpice (2012, 2016, 2020) în care a câștigat o medalie de bronz.